# François Étienne Delaroche
François Étienne de La Roche, auch Delaroche, (* 9. Dezember 1781 in Genf; † 23. Dezember 1813 in Paris) war ein Genfer Arzt und Naturforscher.

## Leben und Werk
François Étienne de La Roche war Sohn von Marie Delaroche, geb. Castanet und von Daniel Delaroche (1743–1813), einem Genfer Arzt und Botaniker. François-Etienne hatte zwei Geschwister: Michel (1775–1852) und Alphonsine-Jeanne-Pernette (1778–1852).
François-Etienne begann das Studium der Medizin in Genf und setzte es in Edinburgh fort.
Nach seiner Promotion in Genf im Jahr 1806 zu dem Thema Expériences sur les effets qu’une forte chaleur produit dans l’économie animale (etwa: Versuche zu den Auswirkungen hoher Temperatur in der Viehzucht) ließ er sich dort für einige Zeit nieder. Er zog dann nach Paris, wo er zum Leibarzt von Louis Philippe d’Orléans (Louis-Philippe II.) (1747–1793) wurde, bevor er als Arzt in einer medizinischen Einrichtung in der Faubourg Saint-Martin, maison de santé du faubourg Saint-Martin, praktizierte.
Delaroche war Mitglied der Société d’Arcueil, einer Gesellschaft von Wissenschaftler um den Chemiker Claude Louis Berthollet (1748–1822). Er kaufte in Arcueil ein Anwesen und stattete es mit chemischen und physikalischen Laboratorien aus. Zusammen mit Jacques Étienne Bérard untersuchte er die spezifische Wärmekapazität der verschiedenen Gase. Auf Bitten der Gesellschaft unternahm er als Naturforscher eine Expedition nach Mallorca, führte dort u. a. geographische Messungen mit dem neuen metrischen System (metrisches Einheitensystem) durch.
Neben mehr medizinischen Veröffentlichungen beschäftigte er sich mit Ichthyologie. So sammelte er auf seiner Reise zu den Balearen im Jahre 1809 Informationen über die dortigen Fische und stellte Beobachtungen über die Schwimmblase der Fische an.
Delaroche starb 1813 an Typhus, den die napoleonische Truppen nach Paris eingeschleppt hatten.

## Ehrentaxon
Nach ihm und seinem Vater wurde die Pflanzengattung Rochea DC. aus der Familie der Dickblattgewächse benannt.

## Werke
- F. E. Delaroche: Expériences sur les effets qu’une forte chaleur produit dans l’économie animale. De l’impr. de Didot jeune, Paris 1806.
- F. E. Delaroche: Eryngiorum nec non generis novi Alepideae historia. Parisiis Deterville, 1808.
- F. E. Delaroche: Observations sur les Poissons recueillis dans un voyage aus Iles Baléares et Pythiuses. 1809.
- F. E. Delaroche: Mémoire sur la cause du refroidissement qu’on observe chez les animaux exposés à une forte chaleur. Impr. d’Autel, Paris 1812.
- F. E. Delaroche: Observations sur la vessie aérienne des poissons. Annales du Muséum, 1809.
- F. E. Delaroche, J. E. Bérard: Mémoire sur la détermination de la chaleur spécifique des différens gaz. H. Perronneau, Paris 1813.
- F. E. Delaroche: Mémoire sur l’influence que la température de l’air exerce dans les phénomènes chimiques de la respiration: lu à l’Institut, le 11 mai. Paris 1812.